# Сен-Дени, Мануэла Санчес Наварро де
Мануэла Санчес Наварро де Сен-Дени (фр. Manuela Sánchez Navarro de Saint-Denis; 26 апреля 1697, Монклова, Новая Испания — 16 апреля 1758, Накитош, Французская Луизиана) — жена франкоканадского военного и колониста Луи Жюшеро де Сен-Дени, основателя города Накитош, старейшего города Луизианы. Их потомки оставались крупными землевладельцами и значимыми деятелями на протяжении французского и испанского периода истории Луизианы и Техаса. Некоторыми исследователями считается самой известной женщиной в ранней истории Техаса.

## Биография
Мануэла Санчес Наварро родилась 26 апреля 1697 года в Монклове в семье Марианы Гомес Маскорро и Диего Санчеса Наварро, приходившегося приёмным сыном Диего Рамону, коменданту форта Сан-Хуан-Батиста (исп. San Juan Bautista, ныне Герреро, Коауила, Мексика).
В июле 1714 года Луи Жюшеро де Сен-Дени, прибывший в форт Сан-Хуан-Батиста с торговой миссией, был задержан Диего Рамоном за контрабанду и посажен под домашний арест до получения дальнейших указаний из Мехико. Условия вынужденного пребывания в испанском форту были мягкие, что позволило развиться роману французского военного с приёмной внучкой коменданта форта. К моменту получения ответа из Мехико с требованием перевода Сен-Дени в столицу, который пришёл лишь в марте 1715 года, Мануэла и Луи уже были помолвлены. По всей видимости, эти отношения не вызвали отрицательной реакции или же были поддержаны и главой семейства — несмотря на влиятельность семьи Рамонов, возможности для 17-летней девушки в Сан-Хуан-Батиста были весьма скромными. Для Сен-Дени, в свою очередь, этот брак представлял собой не только молодую красавицу-жену, но и значительные финансовые выгоды, связанные с упрочнением его роли в франко-испанской торговле между Луизианой и Техасом. К тому же помолвка с девушкой из знатной испанской фамилии значительно повышала шансы на успешный исход его дальнейшего дела в Мехико — Сен-Дени знал о родственных связях её семьи с политической и финансовой элитой Новой Испании.
Пышная свадьба с французским офицером состоялась лишь в конце 1715 — начале 1716 годов, по его возвращении из Мехико, где он смог договориться с вице-королём Новой Испании об освобождении в обмен на помощь в колонизации Техаса — его значительный исследовательский опыт позволил ему стать проводником в испанской экспедиции в Восточный Техас для закладки новых миссий в обмен на снятие обвинений в контрабанде. Главой экспедиции был назначен Доминго Рамон, один из сыновей Диего. Через некоторое время после свадьбы, весной 1716 года Луи вместе с крупным отрядом колонистов, солдат и представителей духовенства отправился в Техас. Мануэла, будучи беременной, осталась в Сан-Хуан-Батиста.
Воссоединение Мануэлы, родившей дочь, и Луи произошло через год после начала экспедиции, в апреле 1717 года. Однако оно было недолгим — Сен-Дени, несмотря на протесты, был снова арестован за контрабанду, доставлен в Мехико и посажен в тюрьму. Столь строгому исполнению законов, запрещавших торговлю с Францией, способствовало ухудшение отношений между державами, в последующем приведшее к войне. Через полгода Луи был освобождён с требованием покинуть Новую Испанию без права на возвращение.
В связи с этим Сен-Дени был вынужден вернуться в Луизиану. По прибытии Луи начал хлопотать о праве на выезд в Луизиану для Мануэлы, которая к этому времени родила второго ребёнка. Испанские власти выдали разрешение, и в период между 1719 и 1721 годами Мануэла с двумя детьми прибыла в город Накитош, образовавшийся вокруг форта Сен-Жан-Батист, который был основан её мужем в 1714 году. Также в этот период Сен-Дени был назначен комендантом Накитоша, что дало дополнительные возможности его торговым амбициям. Прекрасные отношения Луи с местными племенами индейцев и родственные связи Мануэлы в Новой Испании сделали их и, впоследствии, их потомков, богатейшей и влиятельнейшей фамилией быстро растущего города. Фактически, семья Сен-Дени единолично контролировала всю торговлю как с индейцами, так и с Испанией. В браке Мануэлы и Луи родилось семеро детей — двое сыновей и пять дочерей.
К 1743 году запрет мужа Мануэлы на возвращение в Новую Испанию по каким-то причинам перестал быть действительным, так как в этом же году Луи подал в отставку и запросил прошение о переезде в Новую Испанию. Версаль принял лишь отставку, предложив в качестве компенсации второму заверение, что их дети получат наилучшие места среди возможных на королевской службе. В 1744 Луи скончался, оставив 47-летнюю Мануэлу вдовой с тремя или четырьмя несовершеннолетними детьми. Мануэла не стала возвращаться в Новую Испанию, оставшись в Накитоше и, вопреки широко распространённой практике в Луизиане той эпохи, не вышла замуж повторно. Обладая значительным состоянием, она продолжала активную деятельность до своей смерти в 1758 году. Её дети и их семьи впоследствии внесли значительный вклад в историю Техаса, Луизианы и Новой Испании.